# Малая Еловая (приток Еловой)
Малая Еловая — река в России, протекает по Томской области и Красноярском крае, по верховьям реки проходит граница между ними. Устье реки находится в 45 км по левому берегу реки Еловая (Большая Еловая). Длина реки составляет 205 км.

## Бассейн
- 28 км: Питейка (лв)
  - 8 км: Малая Питейка (пр)
    - Незаметная (пр)

  - Тихий (пр)
  - 42 км: Правая Питейка (пр)
- 31 км: Кювайка (лв)
  - 14 км: Мартемьяновская (пр)
- 68 км: Бобровка (лв)
- 93 км: Берёзовая (лв)
- 125 км: Малая Берёзовая (лв)
- 129 км: Тагылдат (лв)
- 144 км: Туйдат (лв)
- 172 км: Листвянка (лв)
- 193 км: Коль

## Данные водного реестра
По данным государственного водного реестра России относится к Верхнеобскому бассейновому округу, водохозяйственный участок реки — Кеть, речной подбассейн реки — бассейн притоков (Верхней) Оби от Чулыма до Кети. Речной бассейн реки — (Верхняя) Обь до впадения Иртыша.